# Kuzū-Mensch
Beim Kuzū-Menschen (japanisch 葛生人 Kuzū-jin, auch Kuzū-Urmensch (japanisch 葛生原人 Kuzū genjin)) handelt es sich um in Japan gefundene fossile Knochenfragmente, die man ursprünglich für eine eigene Menschenart aus dem Paläolithikum hielt. Bekannt für den Fund des Kuzū-Menschen wie auch des Akashi-Menschen wurde der Archäologe Naora Nobuo. Die fehlerhafte Zuordnung der Funde kosteten Naora seine Reputation, sodass seine weiteren Verdienst erst spät gewürdigt wurden.

## Fundgeschichte
in den frühen 1950er Jahren entdeckte Naora Nobuo bei der Stadt Kuzū (heute: Sano), in der Präfektur Hyōgo fossilierte menschliche Knochenfragmente. Es handelte sich um einen Oberschenkelknochen (Os femoris) und weitere kleinere Knochenfragmente. Bis heute sind insgesamt 10 Knochenfragmente durch unterschiedliche Personen gefunden worden.

### Fundstücke
- Fragment 1: Schneidezahn im Oberkiefer, aufgefunden von Naora Nobuo am 2. Juli 1951[Anm. 1]
- Fragment 2: Kieferknochen eines Kindes, aufgefunden von Shimizu Tatsujirō am 1. Juli 1951
- Fragment 3: linker Oberarmknochen (Mittelstück), aufgefunden von Yoshikawa Gakushi und Yoshikawa Takeo(?) am 21. August 1950 in der Ōgano-Höhle des Yoshikawa Kalk-Steinbruchs[Anm. 2]
- Fragment 4: rechter Oberarmknochen (unteres Teilstück), aufgefunden von Yoshikawa Gakushi und Yoshikawa Takeo(?) am 25. Juni 1950 in der Ōgano-Höhle des Yoshikawa Kalk-Steinbruchs. Fünf Tage später bestätigte Kiyono Kenji, dass es sich um menschliche Überreste handelt.
- Fragment 5: linker Oberarmknochen (unteres Teilstück), aufgefunden von Naora Nobuo am 24. Juli 1951[Anm. 1]
- Fragment 6: rechte Elle (proximal), keine Angabe, Wiederentdeckung veröffentlicht 1989
- Fragment 7: Mittelhandknochen (Os metacarpale quintum (MC V)), aufgefunden von drei Oberschülern des Geologie-Clubs der Katsushikano Oberschule in Tokio im Dezember 1984[3][Anm. 3]
- Fragment 8: linker Oberschenkelknochen, aufgefunden von Akiba Toshihiko, Hasegawa Noboru, Matsumura Ryō am 3. Mai 1951
- Fragment 9: linker Oberschenkelknochen (unteres Teilstück), aufgefunden von Naora Nobuo am 25. Juli 1951
- Fragment 10: rechter Oberschenkelknochen (oberes Teilstück der Diaphyse), aufgefunden von Naruse Toshio am 13. Mai 1951[2]

### Zuordnung und Analyse
Fragment 4 ordnete Naora einem Jungen unter 17 Jahren, Fragment 3 einem Mädchen und Fragment 8 einem Menschen mittleren Alters zu. Nach Naoras Auffassung ähnelten die gefundenen Fragmente den Knochen eines Neandertalers, woraufhin er annahm, dass sie von einer neuen Menschenart aus dem Pleistozän stammten und ca. 50.000 Jahre alt seien. Diese neue Menschenart nannte er Homo? tokunagai oder auch Kuzū-Mensch nach dem Fundort.
Eine genauere Untersuchung der Artefakte durch Hideji Harunari und Toyhiro Nishimoto 1985 zeigte durch anatomischen Vergleich, dass es sich bei Fragment 4 um den Oberarmknochen eines subadulten Bären handelte. Für Fragment 2 kamen sie zu dem Schluss, dass es wahrscheinlich um den Knochen eines Primaten handelte. Baba und Sakura erkannten 1989 die Fragmente 6, 7, 9 und 10 als Knochenfragmente menschlichen Ursprungs an. Ob es sich bei den Fragmenten 2, 3 und 4 um menschliche Knochen handele, konnten die beiden Forscher nicht eindeutig bestimmen. Eine Analyse mithilfe der Radiokarbonmethode zeigte 2001 zudem, dass zwei weitere Fragmente nur ca. 400 Jahre alt sind und damit aus dem 15. Jahrhundert stammen. 2001 kam man zu dem Schluss, dass die übrigen Fragmente aus der Jōmon-Zeit stammen könnten.
Zum Fundkomplex gehören zudem fossilierte Tierknochen folgender Spezies: große japanische Feldmaus (Apodemus speciosus), kleiner japanischer Maulwurf (Mogera imaizumii), Dachs (Meles meles), Wolf (Canis lupus), Gams, Maus, Bär, Japanmakak und Feldhase.